# Aurelianus-féle fal
Aurelianus-féle fal az ókori Róma császárkorban elkészült fala. Először Honorius császár javíttatta ki i. sz. 403-ban. A sok rombolás és kiigazítás után nagy részében ma is áll, és a város belterületének határát jelzi, bár most lakatlan területet is foglal magában, s észak és kelet felé túlterjed rajta a mai város. A Servius-féle fallal körülvett területnek majdnem háromszorosát fogja körül e fal, hozzákapcsolva a belterülethez az egész campus Martiust, a Mons Pincius (Collis Hortorum) területét, kelet felé a Quirinalis, a Viminalis és az Esquilinus magasabb részeit, a Tevere mentén az Aventinustól délre elterülő lapályt, melyen egy cserépedények töredékeiből felhalmozott, 35 méter magas domb, a Mons testaceus (ma Monte Testaccio) áll. A Tbieris jobb partján levő városrészt is körülvette a fal a Janiculus mons (janiculus-domb) magaslatának egy részével együtt.

## Kapui
- A Via Flaminia (Via Lata) (ma Via del Corso vagy csak Corso) felett a Porta Flaminia – ma helyén a Porta del Popolo
- a Porta Pinciana (ma ugyanaz) a Pincius mons keleti részén
- a Servius-féle Porta Collinától induló via Salaria és via Nomentana felett a Porta Salaria (ma ugyanaz) és a Porta Nomentana – ma helyette tőle északra a porta Pia
- a régi porta Viminalisból induló úton egy ismeretlen nevű (ma befalazott) kapu
- a Porta Esquilinától induló via Tiburtina és via Labicana felett a Porta Tiburtina (ma Porta San Lorenzo) és a Porta Labicana (ma porta Maggiore)
- az itt elágazó via Labicana és via Praenestina számára kettős kapuboltozattal
- a Porta Caelomantanának megfelelő Porta Asinaria (ma befalazva; mellette a porta San Giovanni)
- a Porta Querquetulanának megfelelő Porta Metrovia (neve kétes; ma be van falazva)
- a Porta Capenától induló via Latina és via Appia felett a Porta Appia (ma porta San Sebastiano)
- a Porta Ardeatina (elpusztult) a via Ardeatina felett
- a Tiberis bal és jobb partján Ostiába és Portus Augustiba vezető utak felett a Porta Ostiensis (ma Porta San Paolo) és a Porta Portuensis 1643-ban lebontották, ma tőle északra a Porta Portese áll
- a Janiculum tetején volt a Porta Aurelia (ma helyette a Prta San Pancrazio)
- a Via Aurelia felett; a Vaticanus mons felé vezető útra nyílt a Porta Septimiana (ma helyén a porta Settimiana)
- a Tiberis balpartján végighúzódó falrészen több kijáró ajtó (latinul posternae, posterulae) között volt egy kapu is, a Porta Aurelia (elpusztult), a Hadrianus mauzóleumához vezető út felett.